# Tommy Wiseau
Tommy Wiseau (/ˈwaɪzoʊ/ Poznan, Polonia, 3 de octubre de 1955), cuyo auténtico nombre es Tomasz Wieczorkiewicz, es un actor, guionista y cineasta polaco, que escribió, produjo y dirigió The Room (2003), considerada por muchos críticos como «una de las peores películas jamás realizadas».
Wiseau también dirigió el documental Homeless in America en 2004 y la comedia The Neighbors en 2015.

## Filmografía
| 2003 | The Room                           | Sí | Sí | Sí | Sí | Johnny |                           |         |  |
| 2004 | Homeless in America                | Sí | Sí | Sí | Sí | Él mismo | Entrevistador, Documental |         |  |
| 2010 | The House That Drips Blood on Alex |    |    |    | Sí | Alex | Cortometraje              |         |  |
| 2011 | Bump                               |    |    |    | Sí | Rick | Cortometraje              |         |  |
| 2015 | Samurai Cop 2: Deadly Vengeance    |    | Sí |    | Sí | Linton Kitano                                                                                                   |                           |         |  |
| 2015 | "The Neighbors" (Serie de T.V)     | Sí | Sí | Sí | Sí | Charlie, el protagonista principal de la serie, y (con una peluca rubia) Ricky Rick, un criminal insignificante | 6 Capítulos               |         |  |
| 2016 | Enter the Samurai                  |    |    |    | Sí | Él mismo | Documental                |         |  |
| 2016 | Cold Moon                          |    |    |    | Sí | Rodeo Official                                                                                                  | Cameo                     |         |  |
| 2017 | The Disaster Artist                |    |    |    | Sí | Henry | Cameo                     |         |  |
| 2018 | Best F(r)iends                     |    |    |    | Sí | Harvey Lewis | Invitado                  |         |  |
| 2023 | Big Shark                          | Sí |    | Sí | Sí | Sí |                           | Patrick |  |